# Barry Levinson
Barry Levinson (Baltimore, 6 de abril de 1942) é um cineasta, produtor e roteirista de cinema norte-americano.
Levinson iniciou a sua carreira escrevendo para a televisão. Depois de estudar na American University, em Washington, mudou-se para Los Angeles, onde começou a escrever roteiros. Estreou na direção em 1982 no filme Diner. É considerado um diretor irregular, que alterna sucessos com filmes menos importantes.
Foi indicado diversas vezes pela Academia de Hollywood, tendo conhecido a consagração com o filme Rain Man, com o qual conquistou o Oscar e o Urso de Ouro do Festival de Berlim, em 1989, como melhor diretor. Em 1994, dirigiu Demi Moore e Michael Douglas em Disclosure.
Foi um dos produtores das séries Oz e Homicide: Life on the Street.

## Filmografia
Como diretor/realizador
- 2025 - The Alto Knights
- 2015 - Rock the Kasbah
- 2014 - The Humbling
- 2012 - The Bay
- 2010 - You Don't Know Jack
- 2009 - PoliWood
- 2008 - Boone's Lick (em pré-produção)
- 2008 - What Just Happened?
- 2006 - Man of the Year (O Homem do ano) - com Robin Williams
- 2004 - Envy (A inveja mata) - com Ben Stiller, Rachel Weisz e Christopher Walken
- 2004 - A Uniform Used to Mean Something
- 2002 - Possession (Possessão)
- 2001 - Bandits (Vida bandida)
- 2000 - An Everlasting Piece (A guerra das perucas)
- 1999 - Original Diner Guys
- 1999 - Liberty Heights (Ruas da liberdade) - com Adrien Brody
- 1998 - Sphere (Esfera) - com Dustin Hoffman, Sharon Stone, Samuel L. Jackson e Queen Latifah
- 1997 - Wag the Dog (Mera coincidência) - com Dustin Hoffman, Robert De Niro, Anne Heche, Kirsten Dunst, William H. Macy e Woody Harrelson
- 1996 - Sleepers (br: Sleepers - A vingança adormecida / pt: Sentimento de Revolta) - com Kevin Bacon, Brad Pitt, Robert De Niro, Dustin Hoffman e Minnie Driver
- 1994 - Jimmy Hollywood (Jimmy Hollywood) - com Joe Pesci, Christian Slater, Victoria Abril e Harrison Ford
- 1994 - Disclosure (br: Assédio sexual / pt: Revelação) - com Michael Douglas e Demi Moore
- 1992 - Toys (br: A revolta dos brinquedos / pt: O fabricante de sonhos) - com Robin Williams, Joan Cusack, Robin Wright Penn e Jamie Foxx
- 1991 - Bugsy (br/pt: Bugsy) - com Warren Beatty, Annette Bening, Harvey Keitel e Ben Kingsley
- 1990 - Avalon (br/pt: Avalon)
- 1988 - Rain Man (br: Rain Man / pt: Rain Man - Encontro de irmãos) - com Dustin Hoffman e Tom Cruise
- 1987 - Good Morning, Vietnam (br: Bom dia, Vietnã / pt: Bom dia, Vietname) - com Robin Williams e Forest Whitaker
- 1987 - Tin Men (br: Os rivais / pt: Caixeiros viajantes)
- 1985 - Young Sherlock Holmes (br/pt: O enigma da pirâmide)
- 1984 - The Natural (br/pt: Um homem fora de série) - com Robert Redford, Glenn Close e Kim Basinger
- 1983 - Diner (televisão)
- 1982 - Diner (br: Quando os jovens se tornam adultos / pt: Adeus amigos) - com Mickey Rourke, Ellen Barkin e Kevin Bacon

Como roteirista/argumentista
- 2007 - M.O.N.Y.(TV) (em pós-produção)
- 2006 - Man of the Year
- 1999 - Liberty Heights
- 1996 - Sleepers
- 1994 - Jimmy Hollywood
- 1992 - Toys
- 1990 - Avalon
- 1987 - Tin Men
- 1984 - Unfaithfully Yours
- 1983 - Diner (televisão)
- 1982 - Best Friends
- 1982 - Tootsie (não creditado)
- 1982 - Diner
- 1980 - Inside Moves
- 1970 - …And Justice for All. (Justiça para todos)
- 1977 - High Anxiety
- 1976 - Silent Movie
- 1975 - Street Girls
- 1971 - The Marty Feldman Comedy Machine (série de televisão)
- 1970 - The Tim Conway Show (série de televisão)
- 1967 - The Carol Burnett Show (série de televisão)

## Prémios e nomeações
Oscar
- Recebeu duas nomeações na categoria de Melhor Realizador/Diretor, por Rain Man (1988) e Bugsy (1991); venceu em 1988.
- Recebeu uma nomeação na categoria de Melhor Filme, por Bugsy (1991).
- Recebeu três nomeações na categoria de Melhor Argumento/Roteiro Adaptado, por Justiça para todos (1979), Diner (1982) e Avalon (1990).

Globo de Ouro
- Recebeu duas nomeações na categoria de Melhor Realizador/Diretor, por Rain Man (1988) e Bugsy (1991).
- Recebeu uma nomeação na categoria de Melhor Argumento/Roteiro, por Avalon (1990).

Festival de Berlim
- Ganhou o Urso de Ouro, por Rain Man (1988).
- Ganhou o Prémio do Júri, por Wag the Dog (1997).

Prêmio César
- Recebeu uma nomeação na categoria de Melhor Filme Estrangeiro, por Rain Man (1988).

Framboesa de Ouro
- Recebeu uma nomeação na categoria de Pior Realizador/Diretor, por Toys (1992).